# Altenbochum
Altenbochum ist ein Stadtteil von Bochum, ist zum größten Teil dem Stadtbezirk Mitte zugeordnet und liegt direkt südöstlich der Bochumer Innenstadt.

## Lage und Geschichte

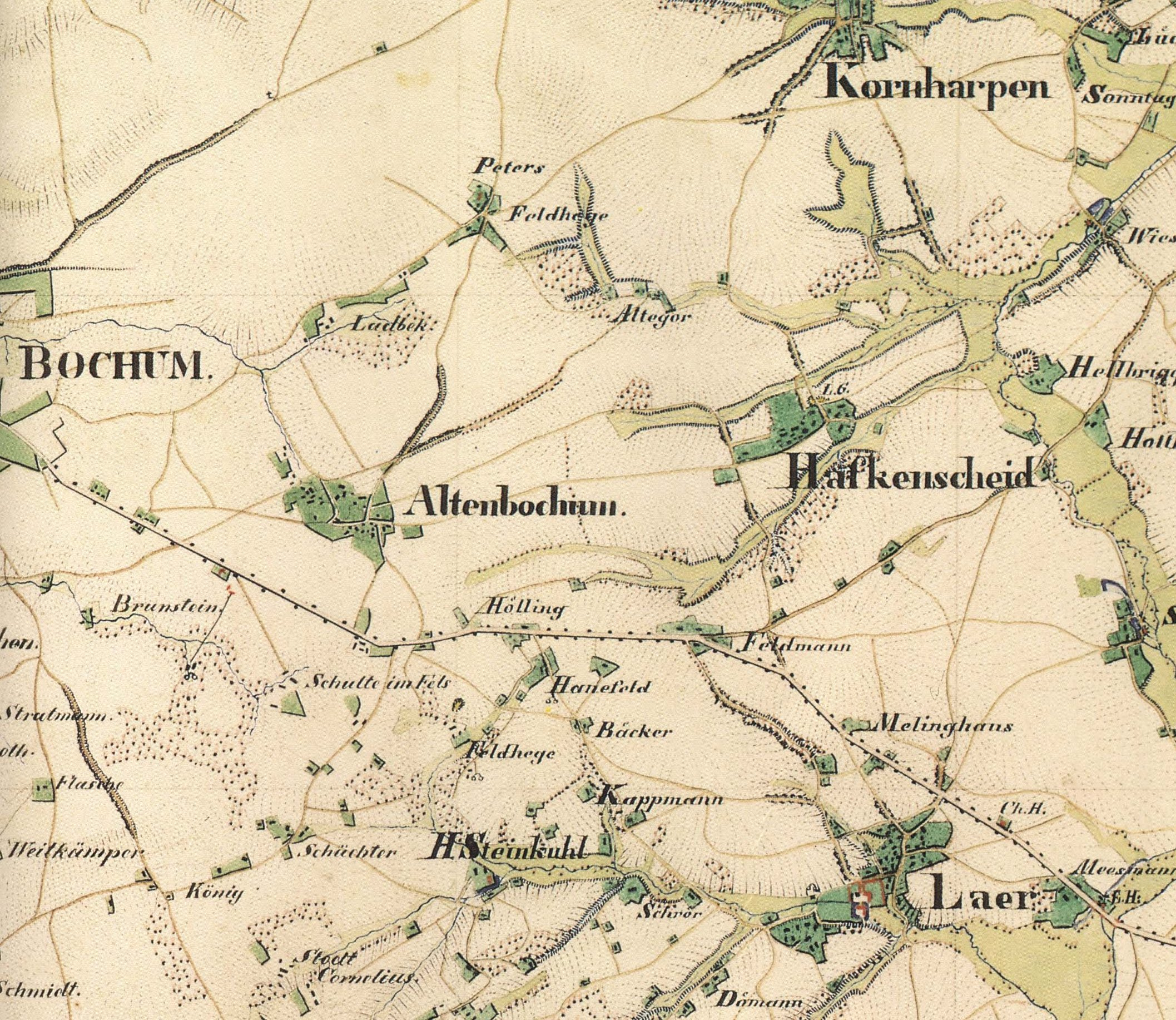
Altenbochum um 1840. Gut zu erkennen ist die von Bochum Richtung Südosten führende Wittener Straße.

Historische Ansicht der Wittenerstraße in Höhe der Lukaskirche, Blick nach Nordwesten in Richtung Innenstadt

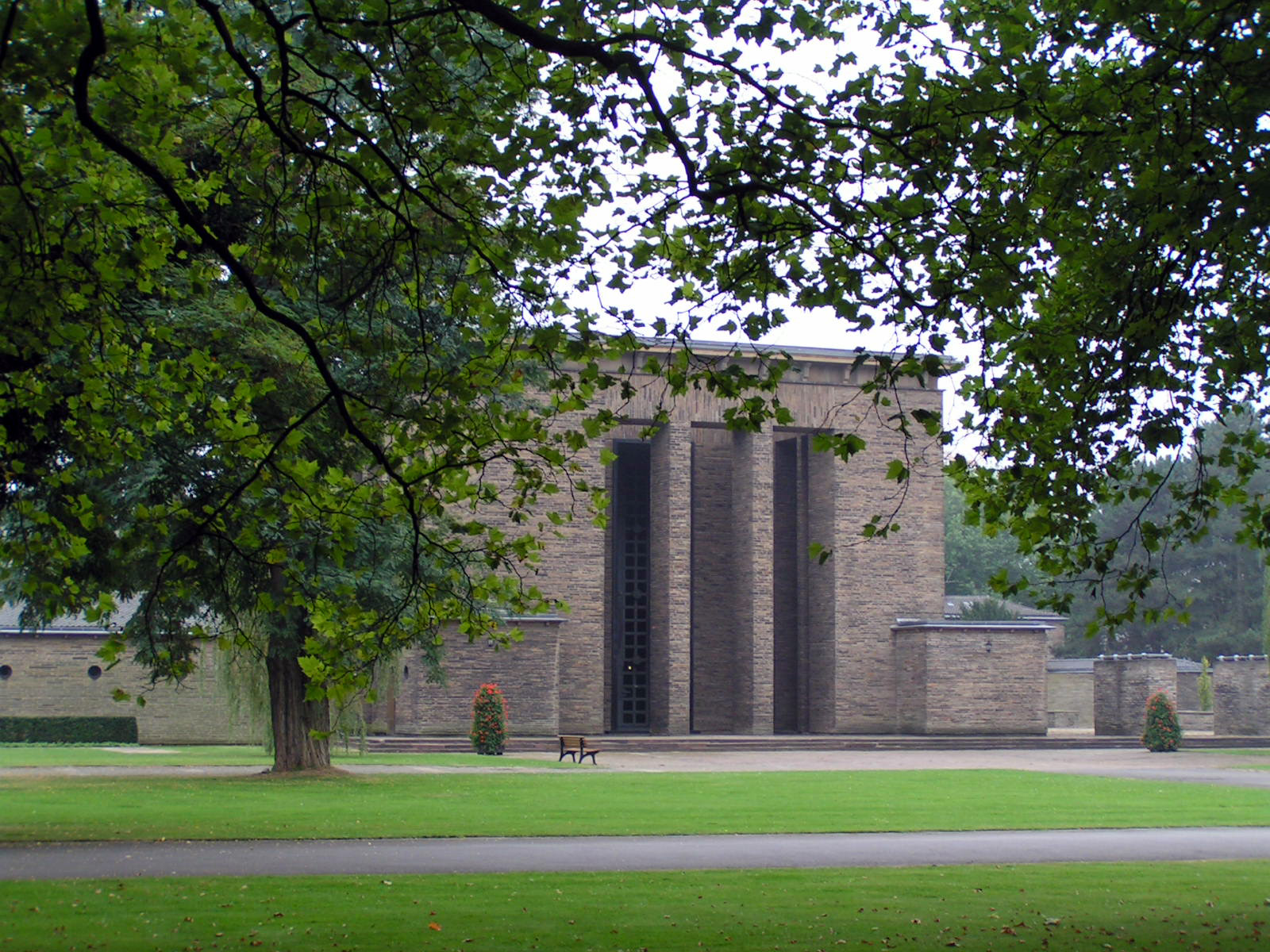
Die große Trauerhalle auf dem Friedhof Freigrafendamm

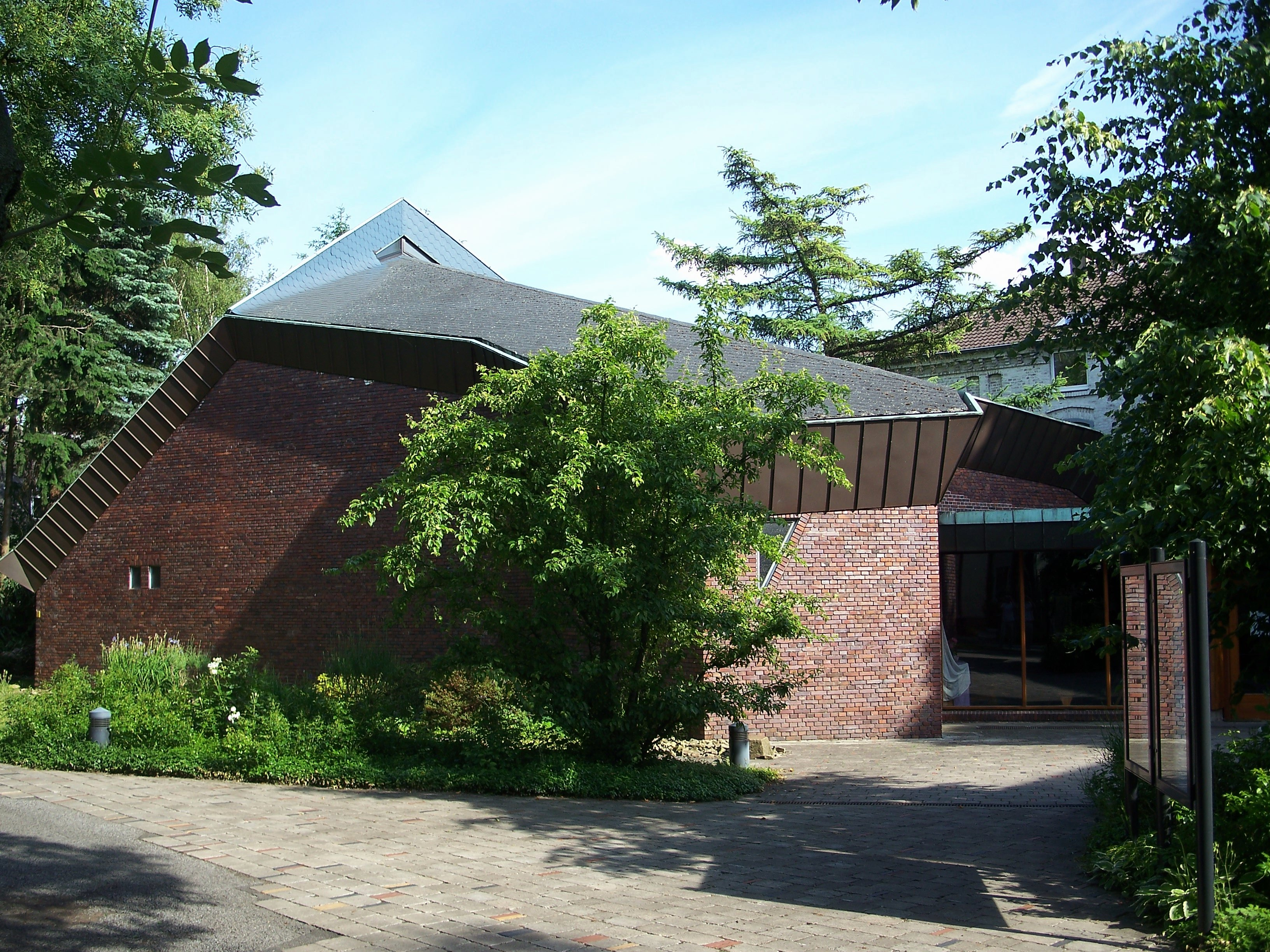
Die Scharoun-Kirche

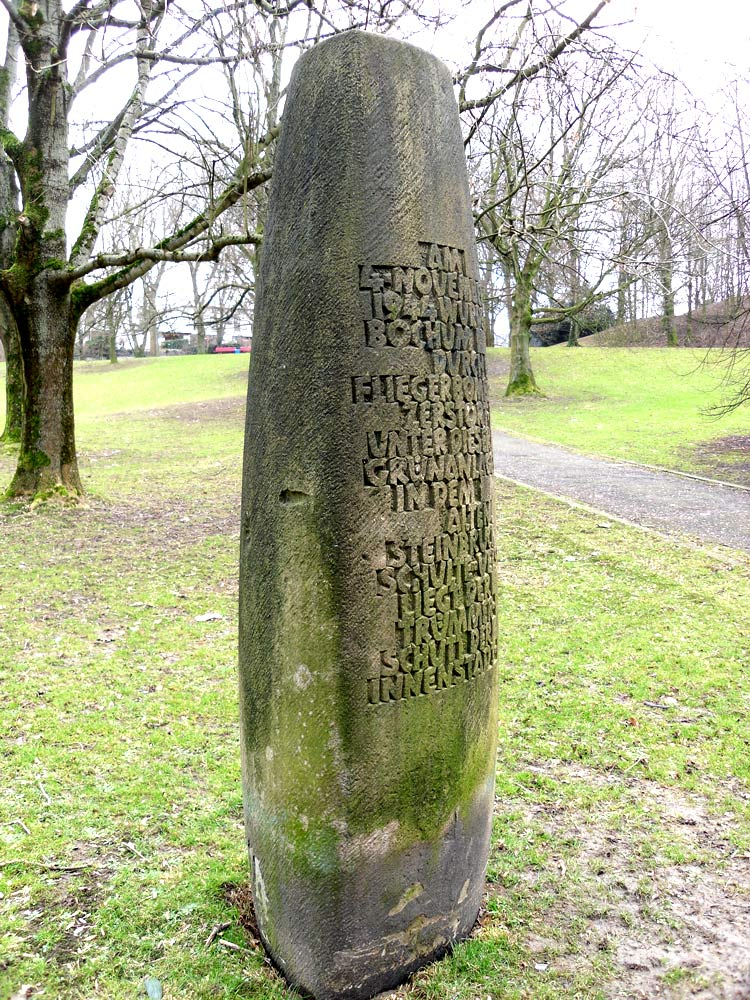
Gedenkstein im Velspark an die Bombardierung Bochums am 4. November 1944

Die erste urkundliche Erwähnung von Altenbochum als aldanbochem findet sich um das Jahr 900 im Heberegister des Klosters Werden (Werdener Urbar A), welches viele Bauerschaften (villae) im Borahtron-Gau auflistete. In derselben Urkunde werden viele Bauerschaften aus dem Bochumer Bereich genannt, aber nicht Bochum selbst. Laut Franz Darpe: „… Bemerkenswert ist die in der Angabe vorhin beibehaltene Reihenfolge ihrer Anführung; ihrer genau geographischen Folge nach reihen sie sich um das heutige Bochum als Mittelpunkt. Daß ein solcher Mittelpunkt in einem dorfartigen Orte Namens Bochem (Bokhem gespr.) schon damals wirklich bestand, ist zweifellos, sofern ein Aldanbochem (s. ob.) eben ein Neu-Bochem, eine dorfartige Neubildung, voraussetzt.“
Im Jahr 1220 wurde der Ort als Aldenbucheim in den Vogteirollen des Stifts Essen geführt. 1321 urkundlich Aldenboychem genannt. Ein Adelsgeschlecht erscheint 1322 urkundlich mit einem Wennemarus de Alden Buchem und um 1412 mit Theodericus de Aldenbochem. Im Jahr 1519 wurde der Ort noch Aldenboickem genannt.
Altenbochum gehörte im Spätmittelalter und der Frühen Neuzeit mit eigener Bauerschaft (Alden-Boickhem) im Oberamt Bochum zur Grafschaft Mark. Laut dem Schatzbuch der Grafschaft Mark von 1486 hatten die 16 Steuerpflichtigen Hofbesitzer der Bauerschaft zwischen 1 und 6 Goldgulden an Abgabe zu leisten. Größter Steuerzahler war Peter to Alldenboickhem mit 6 Goldgulden Abgabe. Im Jahr 1705 waren in der Baurschafft Alten Bochumb 21 Steuerpflichtige mit Abgaben an die Rentei Mittelamt Bochum im Kataster verzeichnet. Darunter zwei Schultenhöfe.
Früher gab es in Altenbochum zwei Herrenhäuser. Zum einen das Haus Goy, zu dem ein kleiner, aber bis zu Napoleons Zeiten selbstständiger Gerichtsbezirk gehörte. Es wurde in den 1960er Jahren abgerissen. Das andere war das Haus Havkenscheid. Die Reste des Gutes wurden 1921 an die Stadt Bochum verkauft und 1982 abgerissen.
Durch Altenbochum führt als Ausfallstraße von der Bochumer Innenstadt zur südöstlichen Nachbarstadt Witten die schon in den 1790er-Jahren zur Chaussee ausgebaute Wittener Straße. Sie war Teil der Chaussee von Wesel nach Meinerzhagen. Heute ist sie Teil der B 226. Auf ihr verkehren aktuell die Stadtbahn-Linien 302, 305 und 310, sowie die Buslinien 345 und 355.
Der Kern der Gemarkung lag nördlich der Wittener Straße in dem Bereich um den denkmalgeschützten Strätlingshof, welches eines der wenigen erhaltenen Bauten aus der bäuerlichen Zeit ist. 1860 wurde das spätere Amtshaus Altenbochum an der Wittener Straße errichtet. Die Verwaltung der Gemeinde Altenbochum befand sich vor der Eingemeindung ungefähr auf der Höhe der Wasserstraße 20. Der kommunale Friedhof Altenbochum existierte schon vor 1922.
Die Eingemeindung nach Bochum erfolgte am 1. April 1926 durch das Gesetz über die Neuregelung der kommunalen Grenzen im rheinisch-westfälischen Industriebezirke.
Gegenüber des Amtshauses lag früher seit wenigstens der 1920er ein Depot der Straßenbahnen, später war es bis in den späten 1970er ein Omnibus Depot. Heute ist hier ein Supermarkt und Wohnbebauung. Die markante Allee Freigrafendamm wurde nach 1927 angelegt. Hier entstand eine große Siedlung des Backsteinexpressionismus, welche seit 1992 unter Denkmalschutz steht.
Auf Altenbochumer Flur wurde schon in Erwartung der Eingemeindung seit 1922 der neue Bochumer Hauptfriedhof geplant, der Friedhof Freigrafendamm. Die Bauten in seinem Eingangsbereich wurden in der Zeit des Nationalsozialismus errichtet und haben den Zweiten Weltkrieg weitgehend unbeschadet überstanden. Sie geben deutlich den Baustil der Nationalsozialisten und ihr Verhältnis zur Totenverehrung wieder. 
In der Nachbarschaft findet sich eine der höheren Bildungseinrichtungen von Bochum, die Evangelische Hochschule Rheinland-Westfalen-Lippe. Eine weiterführende Realschule gibt es mit der Annette-von-Droste-Hülshoff-Schule am Lohring.
An der Straße Glockengarten, benannt nach einer früheren Glockengießerei an dieser Stelle, findet sich das gleichnamige städtische Altenpflegeheim. Es ist das größte Altenpflegeheim in Bochum und hat 2006 einen so genannten Demenzgarten eröffnet, der die Pflege von Alzheimer-Patienten verbessern soll.
Ebenfalls am Glockengarten, auf dem Gelände des alten Pappelhofs, steht ein weniger bekanntes architektonisches Kleinod, der einzige Sakralbau des Architekten Hans Scharoun. Erbaut von 1964 bis 1966, steht die „Johanneskirche in Altenbochum“ der Christengemeinschaft seit 1999 unter Denkmalschutz. Schon während seiner Studienzeit hatte Hans Scharoun erste Entwürfe für Sakralbauten gezeichnet. Erst viele Jahre später wurde durch eine zufällige Querverbindung zwischen der Familie Schmincke und der Johannesgemeinde in Bochum aus erneuten Entwürfen Realität. Bei der Innenraumgestaltung wirkten auch Mitarbeiter des früheren Bauhauses wie Otto Ritschl und Fritz Winter durch Gemälde und Wilhelm Wagenfeld durch die sieben Altarleuchter mit. Zur Renovierung hatte sich die Initiative Scharounkirche als Stiftung innerhalb der GLS Treuhand gegründet. Als Auftakt der Spendenaktion zum Erhalt dieses interessanten Bauwerks der Moderne fand 2009 eine Fotoausstellung des jungen Fotografen Jonas Holthaus statt. Die Scharoun-Kirche kann nach Anmeldung besichtigt werden. Im Herbst 2016 wurde die Sanierung durch die Architekten Detlev Bruckhoff und Andreas Gehrke, die gleichzeitig eine Vollendung der Kirche aufgrund von Skizzen und Gesprächsnotizen Scharouns war, abgeschlossen.
Eine weitere sehenswerte Kirche ist die historistische Liebfrauenkirche.
Zwischen der Velsstraße und der Wasserstraße befand sich vor dem Zweiten Weltkrieg ein Steinbruch, in dem in der Nachkriegszeit die Trümmer der Bochumer Innenstadt gekippt wurden. Heute ist an dieser Stelle der Velspark angelegt, an den Steinbruch und den Wiederaufbau erinnert ein Gedenkstein.
Auf einem weiter westlich gelegenen, früher von der Zeche Friederika genutzten Steinbruch-Gelände wurde 1971 der Geologische Garten angelegt, der seit 1974 als Naturdenkmal ausgewiesen ist.

## ÖPNV
Die zentrale Haltestelle in Altenbochum ist die Haltestelle Altenbochum Kirche, dort halten die Straßenbahnlinien 302, 305 und 310, die Buslinien 345 und 358 sowie auch die NachtExpress Linie NE 3. Altenbochum hat aber auch noch weitere Haltestellen wie zum Beispiel: Freigrafendamm und Mettestraße.
| Linie | Verlauf | Takt (Mo–Fr)                                                  |
| ----- | --- | ------------------------------------------------------------- |
| 302   | Gelsenkirchen-Buer Rathaus – Gelsenkirchen, Veltins-Arena – Gelsenkirchen-Schalke – Musiktheater – U Heinrich-König-Platz – U Gelsenkirchen Hbf – Gelsenkirchen-Ückendorf – Bochum-Wattenscheid, August-Bebel-Platz – Stahlhausen Wattenscheider Str. – U Bochumer Verein/Jahrhunderthalle – U Rathaus (Süd) – U Bochum Hbf – U Lohring – Altenbochum Kirche – Bochum-Laer Mitte – (Mark 51° 7 – Langendreer Markt – Langendreer ) / O-Werk | 7/8 min (Buer–Laer) 15 min (Laer–Langendreer und Laer–O-Werk) |
| 305   | Bochum-Wattenscheid Höntrop Kirche – Stahlhausen Wattenscheider Str. – U Bochumer Verein/Jahrhunderthalle – U Rathaus (Süd) – U Bochum Hbf – U Lohring – Altenbochum Kirche – Bochum-Laer Mitte – Mark 51° 7 – Langendreer Markt – Langendreer | 30 min                                                        |
| 310   | Bochum-Wattenscheid Höntrop Kirche – Stahlhausen Wattenscheider Str. – U Bochumer Verein/Jahrhunderthalle – U Rathaus (Süd) – U Bochum Hbf – U Lohring – Altenbochum Kirche – Bochum-Laer Mitte – Mark 51° 7 – Langendreer Markt – Witten, Crengeldanz – Witten, Marienhospital – Witten Rathaus –Witten, Bahnhofstraße – Witten, Heven Dorf                                                                                                | 30 min                                                        |
| 345   | Bochum-Dahlhausen – Dahlhausen Im Berge – Oberdahlhausen – Eppendorf Mitte – Stahlhausen Wattenscheider Str. – Bochumer Verein/Jahrhunderthalle – Bochum West Bf – Bochum Rathaus – Bochum Hbf – Oskar-Hoffmann-Str. – Wasserstr. – Altenbochum Kirche – Laer Mitte – Bochum-Werne – Bochum-Langendreer West – Langendreer Amt – Knappschaftskrankenhaus                                                                                    | 30 min                                                        |
| 358   | BO-Querenburg, Ruhr-Universität – Gesundheitscampus – Markstr. – Steinkuhl – Altenbochum – Laer Mitte / Sutumer Str. – Hauptfriedhof – Kornharpen – Ruhr-Park/UCI | 30 min                                                        |
| NE3   | Bochum Hbf – Altenbochum – Laer Mitte / Sutumer Str. – (Werne Mitte → Werne Amt → Bochum-Langendreer →) / (← BO-Langendreer West ← Kaltehardt) – Langendreer Markt | 60 min                                                        |

## Bevölkerung
Am 31. Dezember 2024 lebten 12.141 Einwohner in Altenbochum.
Strukturdaten der Bevölkerung in Altenbochum:
- Minderjährigenquote: 13,3 % [Bochumer Durchschnitt: 15,2 % (2024)]
- Altenquote (60 Jahre und älter): 34,0 % [Bochumer Durchschnitt: 29,3 % (2024)]
- Ausländeranteil: 11,3 % [Bochumer Durchschnitt: 17,0 % (2024)]
- Arbeitslosenquote: 6,5 % [Bochumer Durchschnitt: 8,9 % (2017)]

## Sport
In Altenbochum finden die fußballerischen Aktivitäten „Am Pappelbusch“ statt. Die Sportvereine SC Post Altenbochum und Sportfreunde Altenbochum fusionierten im Juni 2016 zum FC Altenbochum 1920/28 e. V. mit drei Seniorenmannschaften in der Landesliga und Kreisliga B, sowie 14 Jugendmannschaften und einer Altliga-Mannschaft!
Die Basketball- und Volleyballabteilung des VfL Bochum 1848 e. V. tragen ihre Heimspiele in der Sporthalle am Lohring aus.

## Stadtteilmagazin almag
Seit Dezember 2014 erscheint das Altenbochumer Stadtteilmagazin almag, das über alle stadtteilbezogenen Themen berichtet.

## Persönlichkeiten
- Tomasz Wałdoch (* 1971), einstiger polnischer Fußballspieler und heutiger Fußballtrainer, lebt mit seiner Familie in Altenbochum.